# Orange Polska

Logo bis zum 16. April 2012

Die Orange Polska S.A.  ist ein Anbieter für Telekommunikation und der größte Anbieter von Festnetztelefonie in Polen. Seit dem 16. April 2012 werden die bisher unter Telekomunikacja Polska S.A. (TP oder TP S.A.) vermarkteten Produkte unter der Marke Orange vertrieben. Das Unternehmen steht im Mitbewerb zu den Anbietern T-Mobile Polska und Play Communications.

## Geschichte
TPSA wurde 1991 mit der Trennung des staatlichen Unternehmens für Post und Telefonie Polska Poczta, Telegraf i Telefon gegründet. Das Unternehmen übernahm entsprechend die das Telefongeschäft betreffende Infrastruktur und besaß das Monopol auf dem Telefonmarkt. Zuvor war ein Plan für das Unternehmen ausgearbeitet worden. Er umfasst die Modernisierung des internationalen Netzes, die Entwicklung des Festnetzes und den Ausbau und die Modernisierung der Ortsnetze, letztere vor allem für Geschäftskunden und den Bereich Warschau. Das Netz, das 1990 über 3,2 Millionen Anschlüsse verfügte, sollte auf zehn bis zwölf Millionen ausgeweitet werden, was einem Niveau von 28 bis 35 Anschlüssen pro 100 Einwohnern entspricht. Weiterhin sollte die Wartezeit für einen Telefonanschluss auf zwei Wochen verkürzt werden, bis dahin betrug die Wartezeit zwölf Jahre.
Bereits 1991 wurde in Warschau eine Vermittlungsstelle für Auslandsgespräche in Betrieb genommen, welche 3.750 Kanäle besaß; zuvor waren zwei Vermittlungsstellen in Betrieb mit insgesamt nur 1.690 Kanälen. 1992 wurde die Kapazität in Warschau auf 7.500 erhöht und in Posen eine Vermittlungsstelle mit 1.500 Kanälen in Betrieb genommen.
Die Trennung des Unternehmens von der Post und formal vom Staat war teilweise nur unzureichend. So überwies die Telekomunikacja Polska 1992 der Poczta Polska (Polnische Post) umgerechnet 60 Millionen US-Dollar als Verlustausgleich. Zugleich wurde der Telekomunikacja Polska die Einkommenssteuerschuld um diesen Betrag erlassen.
1993 wurde in Katowice eine Vermittlungsstelle für Auslandsgespräche mit 1.500 Kanälen in Betrieb genommen. In dem Jahr realisierte das Unternehmen einen Gewinn von umgerechnet 385,6 Millionen US-Dollar, was einer Umsatzrendite von etwa 27 Prozent entsprach.
Bis 1996 wurde der Staat, in dessen Besitz sich das Unternehmen befand, vom Kommunikationsminister, seitdem vom Finanzminister vertreten. Das Ministerium für Post und Telekommunikation wurde damit, zumindest formell, vom Interessenkonflikt befreit, welcher sich durch die Ausübung der Marktregulierung durch das Ministerium ergibt. Ab 1998 begann die Privatisierung des Unternehmens mit dem Verkauf von 30 Prozent der Aktien, wovon 15 Prozent an die Börse und die verbleibende Hälfte an Mitarbeiter emittiert wurden. Im Juli 2000 wurden 25 Prozent der im staatlichen Besitz befindlichen Aktien an das Konsortium France Telecom – Kulczyk Holding veräußert.
Im Dezember 2000 waren 10,233 Millionen Teilnehmer  – und damit 93 Prozent der gesamten Teilnehmer – Kunden von TPSA.
Im September 2001 erwarb das Konsortium France Telecom – Kulczyk Holding weitere 12,5 Prozent der Aktien. Ende 2002 lief das gesetzlich festgelegte Monopol für Auslandsverbindungen der Telekomunikacja Polska aus.
Im Jahr 2012 wurde Orange die Hauptmarke des Unternehmens.
Am 31. Dezember 2013 wurden die Unternehmen TP S.A., PTK Centertel und Orange Polska sp. z o.o. zu Orange Polska S.A. zusammengeschlossen.

## Aktie und Aktionärsstruktur
Das Grundkapital der Gesellschaft beträgt 3,937 Mrd. Złoty und verteilt sich auf 1,312 Mrd. Inhaberaktien zum Nennwert von je 3,00 Złoty.:40
Mehrheitseigentümer ist das französische Unternehmen Orange S.A.
| Aktionär    | Anzahl gehaltener Aktien | Anteil am Grundkapital | Stimmrechtsanteil |
| ----------- | ------------------------ | ---------------------- | ----------------- |
| Orange S.A. | 664.999.999              | 50,67 %                | 50,67 %           |
| Streubesitz | 647.357.480              | 49,33 %                | 49,33 %           |